# Esarcus acernus
Esarcus acernus is een keversoort uit de familie boomzwamkevers (Mycetophagidae). De wetenschappelijke naam van de soort werd in 1845 gepubliceerd door Victor Ivanovitsch Motschulsky.